# Bataille de Santander
Guerre d'Espagne
La bataille de Santander fait partie des batailles du front du Nord qui opposèrent, durant la guerre d'Espagne les forces républicaines et les insurgés nationalistes. Elle se déroula en Cantabrie entre le 14 août et le 1er septembre 1937. Elle se solda par l'occupation de la Cantabrie et la destruction quasi complète de l'armée républicaine du Nord.

## Contexte
Après la chute de Bilbao le 16 juin, les nationalistes décident de poursuivre leur offensive dans le Nord et occupent la province de Cantabrie.

## Ordre de bataille
L'Armée nationaliste du Nord (es) comptait 90 000 hommes (dont 25 000 Italiens), dirigés par le général Fidel Dávila Arrondo. La composante italienne de ces forces, dirigée par le général Ettore Bastico, comprenait différentes unités du Corpo Truppe Volontarie, à savoir la division Littorio d'Annibale Bergonzoli, la division Fiamme Nere (it) du général Luigi Frusci et la division 23 Marzo (it) du général Enrico Francisci (en). Les nationalistes avaient également six brigades navarraises dirigées par le général José Solchaga, deux brigades castillanes dirigées par le général Ferrer et une division mixte hispano-italienne, les Flechas Negras (Flèches noires) (en), dirigées par le colonel Piazzioni. Les Nationalistes avaient aussi 220 avions modernes sur ce front (70 de la légion Condor, 80 de l'Aviazione Legionaria et 70 de l'aviation nationaliste espagnole (en)), dont beaucoup de chasseurs Me 109 de construction allemande.
Les Républicains avaient le 14e corps d'armée (es) de Prada Vaquero et le 15e corps d'armée (es) de José García Vayas, sous le commandement général du général Mariano Gámir Ulibarri, pour un total d'environ 80 000 hommes. Les Républicains avaient également 44 avions (la plupart du temps lents et vieux, et 18 chasseurs soviétiques). En outre, le moral des troupes républicaines était bas et les soldats basques pensaient qu'ils pouvaient se rendre aux Italiens, en échange de leur vie.